# Ciro Cruz Zepeda
Ciro Cruz Zepeda Peña (Jutiapa, Cabañas, 3 de mayo de 1945-San Salvador, 12 de diciembre de 2022) fue un político de larga trayectoria en su país natal, máximo dirigente del Partido de Conciliación Nacional, diputado por San Salvador y expresidente de la Asamblea Legislativa de El Salvador. El 7 de diciembre del 2011, Cruz Zepeda presidió la plenaria legislativa en aparente estado de ebriedad, causando molestia entre sus colegas diputados. Falleció en la madrugada del 12 de diciembre del 2022 a sus 77 años de edad por motivos que se desconocen.

## Trayectoria política
- Presidente de la Honorable Junta Directiva de la Asamblea Legislativa de la República de El Salvador - Período: mayo de 2009 - abril de 2012[3]
- Presidente del Parlamento Centroamericano (PARLACEN) - Período: octubre de 2007 - octubre de 2008
- Diputado Propietario del Parlamento Centroamericano (PARLACEN) - Período: octubre de 2006 - octubre de 2011
- Presidente de la Honorable Junta Directiva de la Asamblea Legislativa de la República de El Salvador - Período: mayo de 2003 - abril de 2006
- Diputado Propietario del Parlamento Centroamericano (PARLACEN) - Período: octubre de 2001 - octubre de 2006
- Presidente de la Honorable Junta Directiva de la Asamblea Legislativa de la República de El Salvador - Período: mayo de 2002 - abril de 2003
- Primer Vicepresidente de la Honorable Junta Directiva de la Asamblea Legislativa de la República de El Salvador - Período: mayo de 2001 - abril de 2002
- Presidente de la Honorable Junta Directiva de la Asamblea Legislativa de la República de El Salvador - Período: mayo de 2000 - abril de 2001
- Diputado Propietario de la Asamblea Legislativa de la República de El Salvador - Período: mayo de 2000 - abril de 2003
- Diputado Propietario, por la Circunscripción Nacional, ante la Asamblea Legislativa de la República de El Salvador - Período: mayo de 1997 - abril de 2000
- Diputado Propietario del Parlamento Centroamericano (PARLACEN) - Período: octubre de 1995 - octubre de 2001
- Secretario de Junta Directiva del PARLACEN, por la República de El Salvador - Período: octubre de 1995 - octubre de 1997
- Diputado Propietario del Parlamento Centroamericano (PARLACEN) - Período: octubre de 1991 - octubre de 1996
- Secretario de Junta Directiva del PARLACEN, por la República de El Salvador - Período: octubre de 1994 - octubre de 1995
- Vicepresidente de la Honorable Junta Directiva de la Asamblea Legislativa de la República de El Salvador - Período: mayo de 1991 - abril de 1994
- Presidente de la Corte de Cuentas de la República de El Salvador, cargo al cual fue elegido y reelecto por la Asamblea Legislativa por dos períodos consecutivos - Período: octubre de 1985 - marzo de 1989